# World Discoverer
Die World Discoverer war ein 1975 in Dienst gestelltes Kreuzfahrtschiff und eines der ersten, das speziell für Expeditionsreisen gebaut wurde. In ihrer 25 Jahre andauernden Laufbahn wurde die World Discoverer zu einem Vorreiter der Expeditionskreuzfahrt. Sie beförderte ihre Passagiere an Orte, die zuvor noch kein Kreuzfahrtschiff angelaufen hatte. Unter anderem bewältigte sie 1985 als erstes Passagierschiff die Nordwestpassage.
Im Jahr 2000 lief das Schiff in den Salomonen auf ein Riff, wurde anschließend nordwestlich an einer Insel auf Grund gesetzt und aufgegeben. Spätere Bergungsversuche scheiterten. Das Wrack ist heute ein beliebtes Ziel für Touristen.

## Konzept und Bau

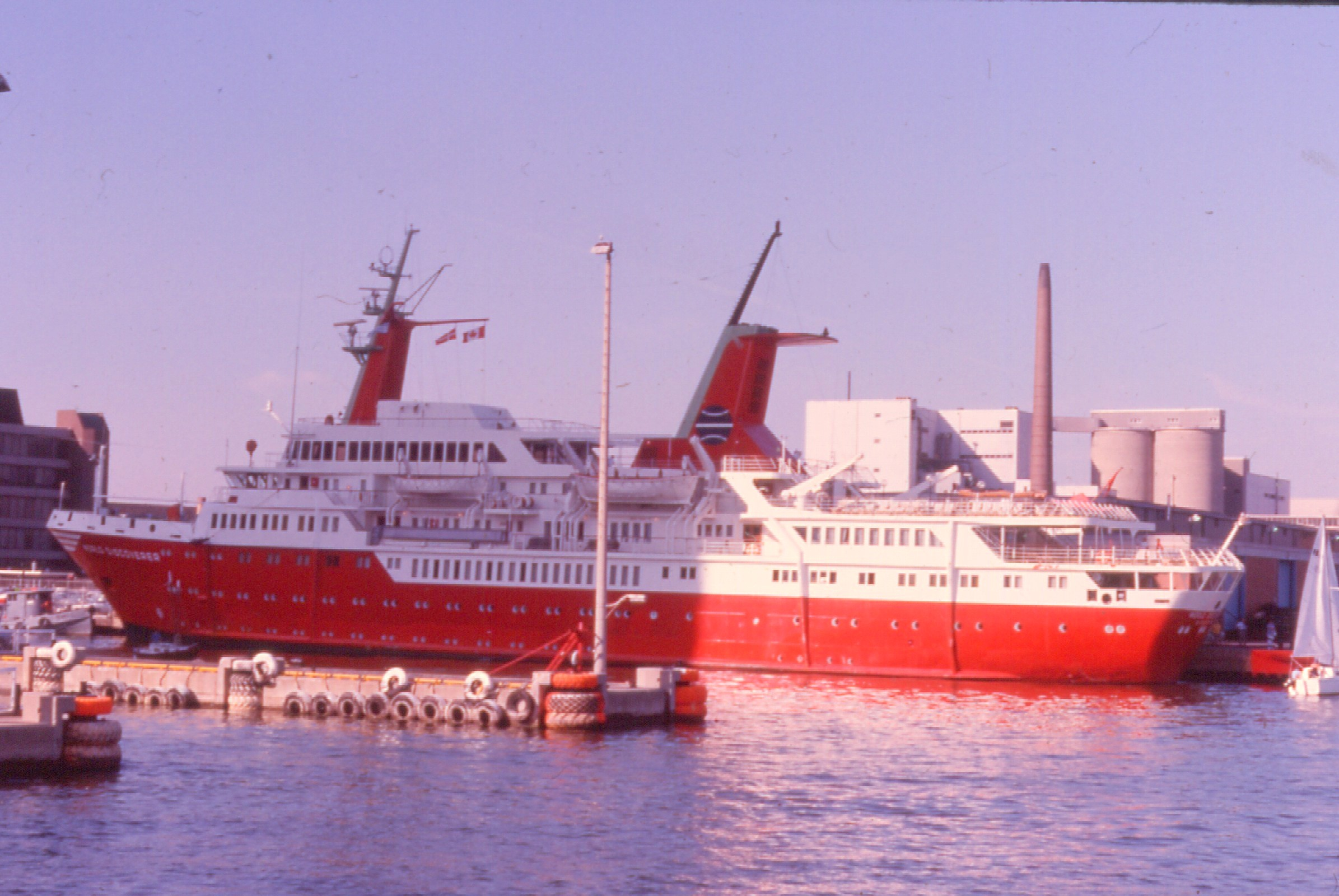
Im Hafen von Toronto, 1975

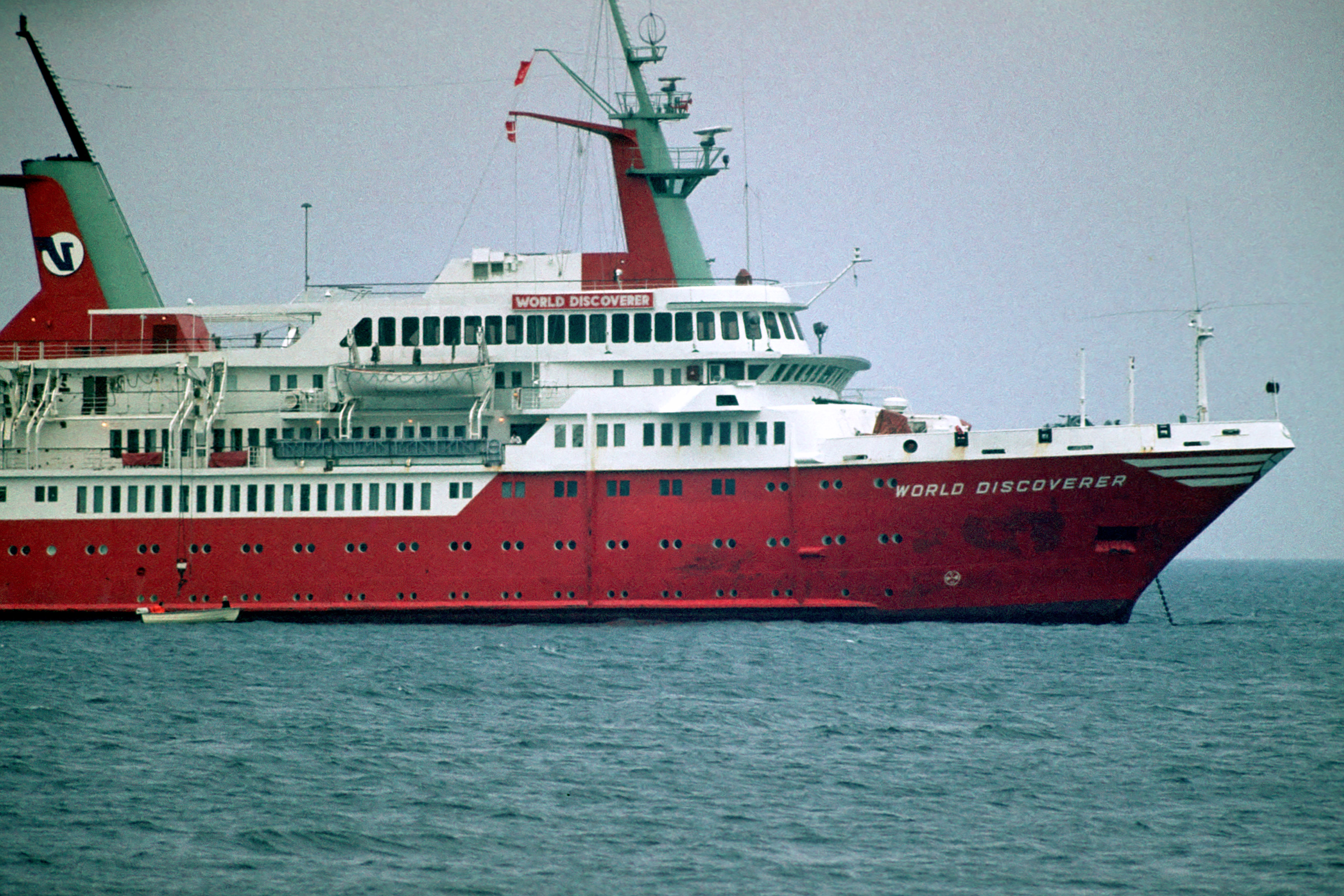
Die World Discoverer vor Gudhjem im September 1978

Das Schiff wurde in der Werft Schichau Unterweser in Bremerhaven gebaut, am 8. Dezember 1973 als Bewa Discoverer vom Stapel gelassen und am 19. Oktober 1975 vom Eigner, dem dänischen Reiseanbieter BEWA Cruises, übernommen. Es war zum Zeitpunkt seiner Indienststellung zusammen mit der kleineren Lindblad Explorer eines von nur zwei Kreuzfahrtschiffen, die einen eisverstärkten Doppelwandrumpf besaßen.

## Ausstattung
Die World Discoverer konnte 134 Personen in 5 Suiten und 67 Außenkabinen auf 7 Passagierdecks befördern. Das Schiff hatte außerdem einen Vortragssaal, der auch als Kino genutzt werden konnte, drei Lounges, einen kleinen Pool am Heck, eine Bücherei, einen Bordshop und das Restaurant Marco Polo.
Konzipiert war die World Discoverer als Expeditions-Passagierschiff, das Kreuzfahrtpassagiere an die entlegensten Orte der Erde bringen sollte. Dazu gehörten besondere schiffsbautechnische Eigenschaften, die auch das Vordringen in Polarregionen ermöglichten (Eisklasse 1A1 für Passagierschiffe nach Lloyd’s Register). Um Passagiere auch außerhalb von Hafenanlagen an Land zu bringen, war das Schiff mit zehn Schlauchbooten, zwei Tenderbooten (mit Namen Castor und Pollux) und später auch einem Glasbodenboot ausgerüstet. Die World Discoverer verfügte über Reserven an Treibstoff, Frischwasser und Verpflegung für eine Reichweite von 13.000 km (8.100 sm). Dies ermöglichte auch Reisen zu entlegenen Orten.

## Dienstzeit
Vor Dienstbeginn wurde das Schiff in Lowell Thomas Discoverer umbenannt und für siebentägige Kreuzfahrten auf dem St. Lorenzstrom und über die Great Lakes zwischen Montreal und Chicago eingesetzt. Im Juli 1976 wurde es nach knapp einem Jahr im Dienst für BEWA Cruises an Adventure Cruises verkauft und in Singapur als World Discoverer registriert. Das Schiff wurde auf dem US-amerikanischen Markt für Adventure Cruises und auf dem europäischen Markt unter der Leitung von Society Expeditions eingesetzt.
Zu einer ungewöhnlichen Kreuzfahrt kam es im März 1980 als die World Discoverer den Atlantik von Montevideo nach Genua überquerte. An Bord befand sich lediglich ein einziger Passagier. Darüber berichtete das Nachrichtenmagazin Der Spiegel in seiner Ausgabe vom Dezember 1980.
Die World Discoverer hatte bis 1984 einen roten Rumpf, bis sie von Society-Expeditions in Seattle, Washington, USA übernommen wurde. Anschließend wurde das Schiff auf der Jurong-Shipyard in Singapur innen neu ausgestattet und der Rumpf dunkelblau angepönt (seemännischer Ausdruck für das Anstreichen). Die World Discoverer stand danach als sogenannter Yacht-Class-Cruiser für Heritage Cruises in New York im Einsatz. Zuvor wurde das Schiff den Wünschen von Heritage Cruises modernisiert und erhielt eine neue Inneneinrichtung, die der Designer Carleton Varney entwarf. Im Juli 1985 kehrte die World Discoverer in den Dienst für Society Expeditions zurück. Das Schiff wurde bis zuletzt vom Expeditions-Kreuzfahrtenveranstalter Society Expeditions betrieben, der seinen Sitz von Seattle nach Bremen verlegt hatte.

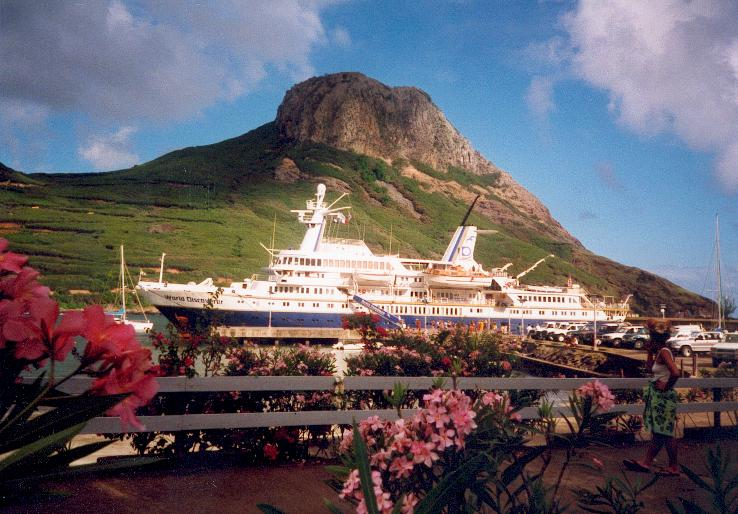
Die World Discoverer vor Ua Pou, März 2000

Die World Discoverer war 1985 das erste Passagierschiff, das die Nordwestpassage mit Kreuzfahrtpassagieren an Bord von West nach Ost bewältigte. Die Reise unter dem Kommando von Kapitän Heinz Aye dauerte 32 Tage vom Abgangshafen Nome (Alaska) zum Zielhafen Halifax (Nova Scotia)/Kanada.
1987 ging Society Expeditions in den Besitz der Discoverer Reederei über. Während Society Expeditions das Schiff auf dem englischsprachigen Markt anbot, wurden die Reisen für den deutschen Markt durch die Discoverer Reederei durchgeführt. 1990 wurde die World Discoverer nach Liberia ausgeflaggt.
Von November bis Februar (südlicher Sommer) unternahm das Schiff Kreuzfahrten in der südlichen Hemisphäre und besuchte Orte wie die antarktische Halbinsel, die Falklandinseln, Chile und Argentinien. Von März bis Mai und von August bis Oktober befuhr das Schiff die Region der südpazifischen Inseln. Zwischen Juni und August kreuzte das Schiff in der Region Alaska und auch an der russischen Grenze rund um die Beringsee. Als eines der ersten Schiffe brachte die World Discoverer Touristen nach Südgeorgien, die Südorkneys und in die Arktis. Zusammen mit der Lindblad Explorer leistete sie Pionierarbeit in der Erschließung des Amazonas für Kreuzfahrtpassagiere, der bis nach Iquitos befahren wurde. Zu ihrem Operationsgebiet gehörten die entlegensten Gebiete des Südpazifiks, darunter Inseln wie Pitcairn, Ducie, Henderson (Pitcairninseln), Puka-Puka (Tuamotu-Inseln), Puka Rua, Fatu Hiva, die damals kaum auf andere Weise erreichbar waren. Nach der Grenzöffnung im Osten wurden auch das russische Polarmeer und vorher für Besucher unerreichbare Gebiete wie Kamtschatka, Sachalin und die Kurilen angefahren.
Neben den üblichen Fahrgästen beförderte die World Discoverer auf Antarktis-Kreuzfahrten regelmäßig auch Forschungsgruppen zu Stationen auf George Island und anderen Zielen, da diese ein eigenes Schiff oftmals nicht finanzieren konnten. Die Mitglieder der Teams zahlten hierbei nur einen kleinen Obolus.

## Havarie und Verbleib

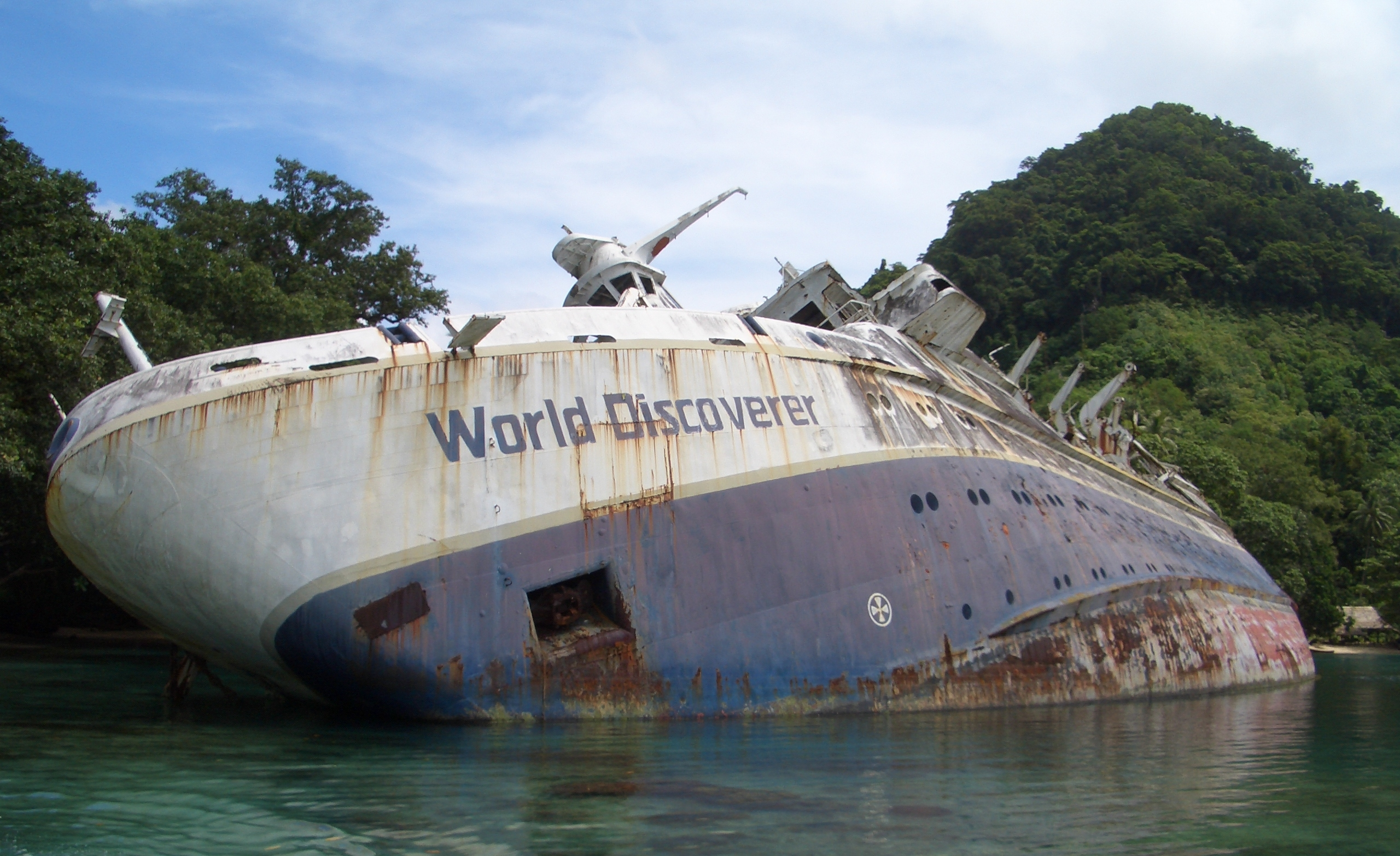
Die World Discoverer auf Grund in der Roderick Dhu Bay, Juli 2007

Am 30. April 2000 05:00 UTC lief die World Discoverer mit 192 Passagieren und Besatzungsmitgliedern an Bord in der Sandfly-Passage nördlich von Honiara, der Hauptstadt der Salomonen, auf das damals unkartierte Mid-Reef (Position 9° 0′ 0″ S, 160° 7′ 12″ O) und schlitzte sich die Steuerbordseite auf. 
Kapitän Oliver Krüss setzte ein Notsignal ab, das in Honiara
empfangen wurde. Eine Passagierfähre kam zur Rettung und konnte alle Passagiere unversehrt in Sicherheit bringen. Bei der Evakuierung der World Discoverer assistierte die Australian Maritime Safety Authority, eine staatliche Behörde zur Seerettung. Nachdem das Schiff mittlerweile 20 Grad Schlagseite hatte, brachte der Kapitän es in die 1,4 sm weiter südlich liegende Roderick Dhu Bay, und setzte es dort auf Grund. Personen kamen nicht zu Schaden. Michael Lomax, Präsident von Society Expeditions, gratulierte dem Kapitän und der Besatzung zu ihrem heldenhaften und professionellen Handeln und sagte, dass sie sich in der Havarie vorbildlich verhalten hätten.
Nach einer Untersuchung des Rumpfes durch Taucher wurde die World Discoverer als Totalschaden abgeschrieben. Dennoch beabsichtigte der Eigner zunächst eine Bergung des Schiffes. Eine australische Bergungsfirma brach bereits begonnene Bergungsversuche ab. Das gestrandete Wrack war von Einheimischen und anderen Fraktionen der im Bürgerkrieg befindlichen Salomonen geplündert und hierbei weiter beschädigt worden. Es soll zu keiner Umweltverschmutzung durch austretendes Öl oder andere Kraftstoffe gekommen sein. Jedoch ist nicht bekannt, ob bzw. in welchem Umfang sich noch Schadstoffe in der World Discoverer befinden.
Das Wrack liegt weiterhin mit etwa 46° Schlagseite vor der Insel auf Position 9° 1′ 23,1″ S, 160° 7′ 23,2″ O. Die Gezeiten beschädigen das Schiff weiter. Es rostet an der Oberfläche, und viele Fenster wurden entfernt. Das Schiff ist in der Zwischenzeit ein beliebtes Fotomotiv für Touristen geworden und sogar eine Attraktion für andere Kreuzfahrtschiffe, darunter die MV Princess II. Im Jahr 2000 wurde erneut versucht, das Schiff zu bergen. Der Versuch wurde abgebrochen, nachdem es zu einem Schusswechsel mit einem örtlichen Stamm kam.
Nach dem Verlust des Schiffes wurde im Jahre 2002 die ehemalige Dream 21 als neue World Discoverer in Dienst gestellt. 2004 wurde das Schiff von Kreditgebern beschlagnahmt; Society Expeditions war insolvent und wurde liquidiert. Die zweite World Discoverer fuhr zunächst unter dem gleichen Namen, später als Prince Albert II und von 2011 bis 2023 als Silver Explorer (heutiger Name: Exploris One).